# Comitê Estatal sobre o Estado de Emergência
O Comitê Estatal sobre o Estado de Emergência (em russo: Госуда́рственный комите́т по чрезвыча́йному положе́нию; romaniz.: Gosudárstvenny komitét po chrezvycháynomu polozhéniyu) abreviado como GKChP (em russo: ГКЧП) e apelidado de Camarilha dos Oito, foi um órgão político autoproclamado na União Soviética que existiu de 19 a 21 de agosto de 1991. Incluía um grupo de oito altos funcionários do governo soviético, do Partido Comunista e da KGB, que tentaram um golpe de Estado contra Mikhail Gorbatchov em 19 de agosto de 1991. O golpe acabou fracassando, com o colapso do governo provisório em 22 de agosto de 1991 e vários dos conspiradores sendo processados pela Suprema Corte da Federação Russa.
De 22 a 29 de agosto de 1991, ex-membros da CEEE dissolvida e aqueles que os ajudaram ativamente foram presos, mas de junho de 1992 a janeiro de 1993, todos foram libertados sob fiança. Em abril de 1993, teve início o julgamento. Em 23 de fevereiro de 1994, os réus no caso SCSE foram anistiados pela Duma Estatal da Assembleia Federal da Federação Russa, apesar da objeção de Iéltsin. Um dos réus, o general V.I. Varennikov, recusou-se a aceitar a anistia e seu julgamento continuou, tendo ele acabado por sair vencedor.
Vários países ofereceram apoio diplomático, como a República Democrática do Afeganistão, China, Cuba, Iraque Baathista, Laos, Jamahiriya Árabe da Líbia, Coreia do Norte, Organização para a Libertação da Palestina, Vietnã, República Socialista da Sérvia e a República Socialista de Montenegro.

## Membros
- Gennady Yanayev (1937–2010), vice-presidente da União Soviética
- Valentin Pavlov (1937–2003), primeiro-ministro
- Boris Pugo (1937–1991), ministro do Interior
- Dmitry Yazov (1924–2020), ministro da Defesa e marechal da União Soviética
- Vladimir Kryuchkov (1924–2007), presidente do KGB
- Oleg Baklanov (1932–2021), primeiro vice-presidente do Conselho de Defesa da URSS
- Vasily Starodubtsev (1931–2011), presidente da União dos Camponeses da URSS
- Alexander Tizyakov (1926–2019), presidente da Associação de Empresas Estatais

Todos, exceto Pugo, foram presos e julgados por traição após o golpe; o próprio Pugo morreu com dois tiros na cabeça em 22 de agosto de 1991. Sua morte foi considerada suicídio. No entanto, em janeiro de 1993, todos os membros do GKChP detidos foram libertados enquanto aguardavam julgamento. Em 23 de fevereiro de 1994, a Duma Federal anistiou todos os membros do GKChP e seus cúmplices, juntamente com os participantes da crise constitucional de 1993.

## Tentativa de Golpe de Estado
A tentativa de golpe de Estado soviético de 1991, ocorrida entre 19 e 21 de agosto de 1991, foi uma tentativa do CEEE de tomar o controle do país do então presidente da União Soviética, Mikhail Gorbatchov. O CEEE era formado por membros linha-dura do Partido Comunista da União Soviética (CPSU) que se opunham ao programa de reformas de Gorbatchov e ao novo tratado da união que ele havia negociado, que dispersava grande parte do poder do governo central para as repúblicas. O golpe fracassou após apenas dois dias e, embora Gorbachev tenha sido restaurado como presidente, sua autoridade foi irreparavelmente prejudicada e ele se tornou menos influente fora de Moscou. O evento desestabilizou a União Soviética e muitos especulam que ele teve um papel importante tanto no fim do PCUS quanto na dissolução da União Soviética. Após o fracasso do golpe, os sete membros vivos do CEEE foram presos.

## Julgamentos
Em 14 de dezembro de 1992, um ano após a tentativa de golpe, o procurador-geral da Rússia, Valentin Stepankov, aprovou a acusação no caso GKChP. Foi enviado ao Colégio Militar do Supremo Tribunal da Federação Russa. Anatoliy Ukolov, vice-presidente do Colégio, foi encarregado de analisar o caso, e a audiência foi marcada para 26 de janeiro de 1993. Os réus incluíam os sete membros vivos do grupo acima mencionados, além de Oleg Shenin (1937–2009), membro do Politburo e do secretariado; Anatoly Lukyanov (1930–2019), presidente do Soviete Supremo da União Soviética; e Valentin Varennikov (1923–2009), general do exército, vice-ministro da Defesa e comandante das Forças Terrestres.
Os julgamentos duraram mais de dez meses, de 14 de abril de 1993 a 1º de março de 1994. Eles foram abertos ao público e à imprensa; no entanto, a imprensa estrangeira não participou devido à falta de espaço no tribunal. Uma comissão de acusação foi designada para o caso pelo Colégio, composta por nove pessoas e chefiada por Denisov, um procurador-geral adjunto. Após várias táticas da defesa para adiar o julgamento ele começou em 30 de novembro de 1993. Os principais réus eram Yazov, Kryuchkov, Shenin e Varennikov. Em 23 de fevereiro de 1994, a Duma Federal concedeu anistia à defesa e, em 1º de março de 1994, o caso foi encerrado com todos os dez réus aceitando a anistia. Varennikov solicitou anistia com a condição de que Mikhail Gorbachev fosse o próximo a ser processado, pois ele acusava Gorbatchov de ter criado a recente desordem política. O tribunal rejeitou sua petição e, quando Varennikov enviou seu pedido ao Ministério Público, ele foi rejeitado novamente.
Dez dias após o encerramento, o Presidium da Suprema Corte reabriu o processo, determinando que havia ocorrido violação processual em relação à anistia. O Presidium marcou uma nova audiência e designou um novo juiz, Viktor Aleksandrovich Yaskin. Ele conduziu a revisão do caso usando procedimentos judiciais revisados. Yaskin ofereceu anistia aos réus, e todos, exceto Varennikov, aceitaram. Varennikov foi absolvido com o argumento de que estava seguindo as ordens do Ministro da Defesa.
Kryuchkov, Yazov, Shenin e Pavlov foram apontados como os principais conspiradores.

## Destino dos membros do GKChP
Yazov passou 18 meses em Matrosskaya Tishina, uma prisão no norte de Moscou. De acordo com a revista Vlast n.º 41(85) de 14 de outubro de 1991, ele entrou em contato com o presidente da prisão com uma mensagem de vídeo gravada, na qual se arrependeu e se chamou de “velho tolo”. Yazov nega ter feito isso e também aceitou a anistia oferecida pelos russos, afirmando que não era culpado. Ele foi dispensado do serviço militar por ordem presidencial e, ao ser dispensado, recebeu uma arma cerimonial. Ele também recebeu uma ordem de honra do presidente da Federação Russa. Yazov mais tarde trabalhou como conselheiro militar na Academia do Estado-Maior. Ele morreu em 2020 em Moscou, após uma séria e prolongada doença.
Baklanov passou 18 meses em Matrosskaya Tishina e, em seguida, aceitou a anistia em 1994, afirmando que não era culpado. Mais tarde, trabalhou como diretor da Rosobshchemash.
Yanayev passou 18 meses em Matrosskaya Tishina. Mais tarde, tornou-se presidente do departamento de história nacional da Academia Internacional Russa de Turismo.
Pavlov foi levado a um hospital durante o golpe com o diagnóstico de hipertensão, mas em 29 de agosto de 1991, ele foi transferido para Matrosskaya Tishina. Ele aceitou a anistia afirmando que não era culpado e mais tarde tornou-se o chefe do Chasprombank. Pavlov renunciou ao cargo no banco em 31 de agosto de 1995. Posteriormente, foi consultor do Promstroybank, hoje conhecido como Banco VTB. Pavlov faleceu em 2003 após uma série de ataques cardíacos e foi sepultado em Moscou.

## Ver Também
- Tentativa de golpe de Estado na União Soviética em 1991
- Linha dura
- Grupo Antipartido
- Camarilha dos Quatro
- Golpe de Pequim (1976)